# Kulhamring
Kulhamring, på engelska peening, är en process där ytan av metall bearbetas för att förbättra dess materialegenskaper, vanligen genom mekaniska metod såsom hammarslag, genom blästring med skott kulpening, eller blästring med hjälp av ljusstrålar så kallad laserhamring. 

## Metod
Kulhamring är normalt en kallbearbetningsprocess. Vid kulhamringen tenderar föremålets yta att expandera och därigenom skapa tryckspänningar och reducera dragpåkänningar som sedan tidigare finns i materialet. Kulhamring kan också åstadkomma deformationshärdning av metallens yta.

## Användning
Kulhamrad plåt används ofta på husvagnar som yttersta skal, detta på grund av mekaniska samt kosmetiska fördelar.